# Upawita
Upawita (trl. Upavītam) – święta nić bramińska, otrzymywana przez młodego hindusa z warny braminów podczas hinduistycznej ceremonii upanajana. Upawita potwierdza jego drugie narodziny, i prawo do określenia jako dwidźa (Dwukrotnie urodzony).
Upawita spleciona jest z trzech pasm przypominających ją noszącemu o trzech obowiązkach wobec trzech grup:
- bogów
- rodziców
- guru.

| #  | Język     | Nazwa ceremonii | Nazwa świętej nici |
| -- | --------- | --------------- | ------------------ |
| 1  | sanskryt  | Upanajanam      | Yajñopavītam       |
| 2  | malajalam | Upanayanam      | Pūnūl              |
| 3  | tamilski  | Poonal          | Pūnūl              |
| 4  | telugu    | Odugu           | Jandhyamu          |
| 5  | kannada   | Munji           | Janivāra           |
| 6  | hindi     | Janeu           | Janeu              |
| 7  | marathi   | Munja           | Jānva              |
| 8  | konkani   | Munji           | Jannuvey           |
| 9  | bengali   | Poita           | Poita              |
| 10 | orija     | Brata Ghara     | Poita              |
| 11 | nepali    | Bratabandha     | Janai              |
| 12 | kaszmiri  | Mekhal          | Yonya              |
| 13 | asamski   | Lagundeoni      | Lagun              |
| 14 | tulu      | Upanayana       | Janivāra           |
| 15 | gudżarati | Yagnopavit      | Janoi              |